# Троммолд (Міннесота)
Троммолд (англ. Trommald) — місто (англ. city) в США, в окрузі Кроу-Вінг штату Міннесота. Населення — 99 осіб (2020).

## Географія
Троммолд розташований за координатами 46°30′21″ пн. ш. 94°0′42″ зх. д. / 46.50583° пн. ш. 94.01167° зх. д. (46.505830, -94.011652).  За даними Бюро перепису населення США в 2010 році місто мало площу 10,18 км², з яких 9,46 км² — суходіл та 0,71 км² — водойми.

## Демографія
Згідно з переписом 2010 року, у місті мешкало 98 осіб у 46 домогосподарствах у складі 26 родин. Густота населення становила 10 осіб/км².  Було 55 помешкань (5/км²).
Расовий склад населення:
| - 96,9 % — білих - 2,0 % — корінних американців |

До двох чи більше рас належало 1,0 %. Частка іспаномовних становила 1,0 % від усіх жителів.
За віковим діапазоном населення розподілялося таким чином: 19,4 % — особи молодші 18 років, 71,4 % — особи у віці 18—64 років, 9,2 % — особи у віці 65 років та старші. Медіана віку мешканця становила 45,0 року. На 100 осіб жіночої статі у місті припадало 133,3 чоловіків;  на 100 жінок у віці від 18 років та старших — 139,4 чоловіків також старших 18 років.
Середній дохід на одне домашнє господарство  становив 52 710 доларів США (медіана — 31 667), а середній дохід на одну сім'ю — 72 652 долари (медіана — 44 063). За межею бідності перебувало 28,3 % осіб, у тому числі 45,0 % дітей у віці до 18 років та 0,0 % осіб у віці 65 років та старших.
Цивільне працевлаштоване населення становило 41 осіб. Основні галузі зайнятості: освіта, охорона здоров'я та соціальна допомога — 17,1 %, виробництво — 14,6 %, оптова торгівля — 12,2 %, роздрібна торгівля — 12,2 %.